# NGC 5484
NGC 5484 ist eine 14,7 mag helle Elliptische Galaxie vom Hubble-Typ E2 im Sternbild Großer Bär am Nordsternhimmel und ist schätzungsweise 96 Millionen Lichtjahre von der Milchstraße entfernt. 
Das Objekt wurde am 14. April 1789 von Wilhelm Herschel mit einem 18,7-Zoll-Spiegelteleskop entdeckt,  der dabei „The 1st of 2. vF, S, 3′ or 4′ distance from I.232“ notierte. Bei einer zweiten Beobachtung am 2. April 1791 konnte er die genannte zweite Galaxie jedoch nicht wiederfinden.